# Irisbus Civis
Irisbus Civis — серия французских низкопольных троллейбусов и оптически управляемых автобусов особо большой вместимости, производившихся на заводе Irisbus с 2003 по 2010 год.  С 2004 года такие автобусы эксплуатируются в Лас-Вегасе, Клермон-Ферране и Руане.
На базе автобуса Civis создан также троллейбус Cristalis. Такие троллейбусы эксплуатируются в Лионе и нескольких других городах.

## История
Семейство Irisbus Civis было запущено в производство в 2003 году. За его основу было взято семейство Irisbus Cristalis. Гибридные автобусы выпускались в американском городе Лас-Вегас, тогда как троллейбусы выпускались в итальянском городе Болонья. Кузова автобусов и троллейбусов удлинено на 50 см. Система оптического управления разработана немецкой компанией Siemens. Камера Optiguide позволяет водителю соблюдать правила дорожного движения. Производство завершилось в 2010 году в пользу Irisbus Citelis.

## Эксплуатация
Irisbus Civis эксплуатируются в Америке, Италии, Чехии и Франции.